# 霍斯佩特
霍斯佩特（Hospet）是印度的城市，由卡納塔克邦負責管轄，位於該國南部棟格珀德拉河畔，距離首府班加羅爾350公里，面積50.92平方公里，海拔高度479米，2011年人口206,159。